# Marco Engelhardt

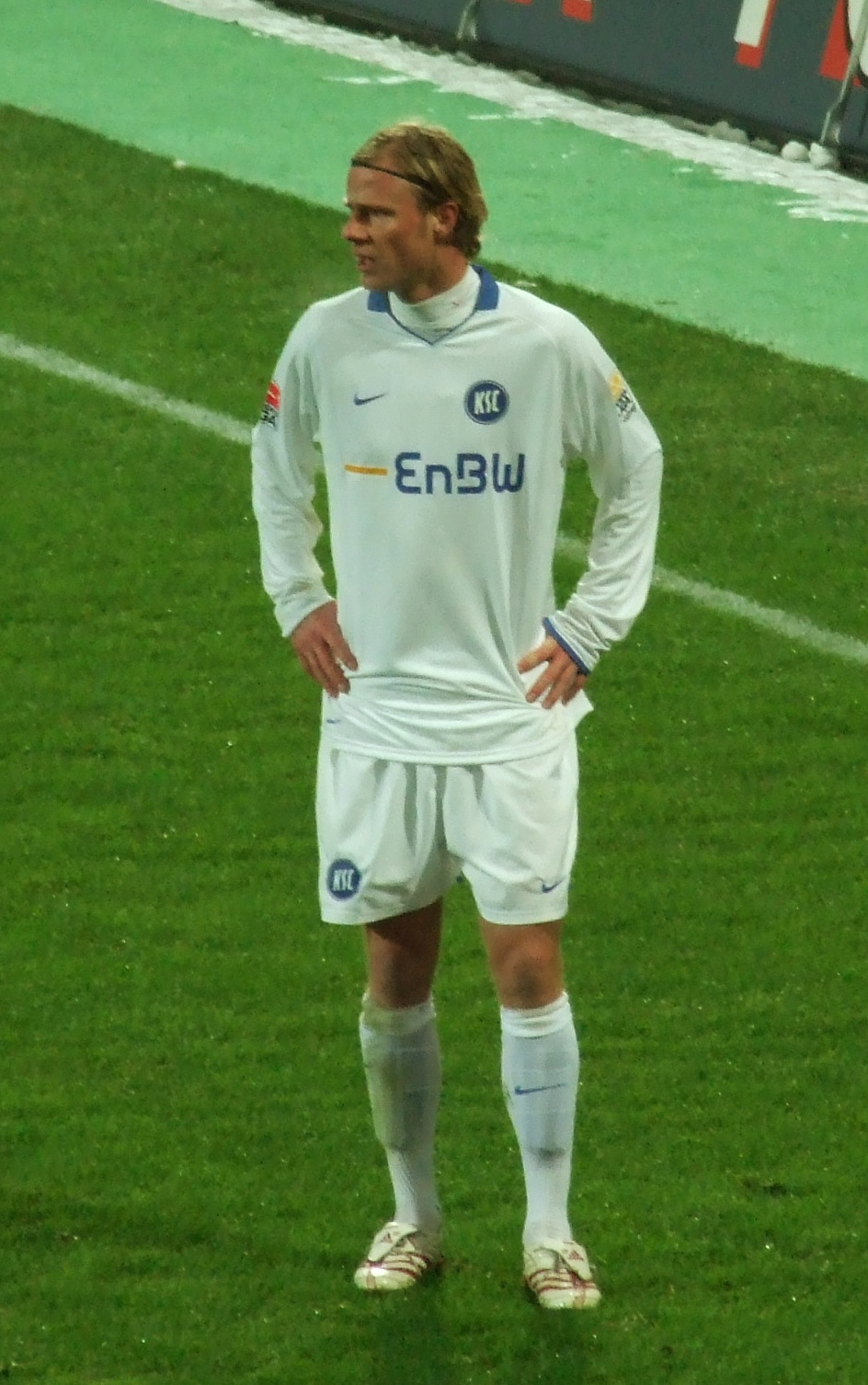
Marco Engelhardt (2010)

Marco Engelhardt, född 2 december 1980, är en tysk fotbollsspelare som spelar främst som mittfältare. Han spelade med det tyska landslaget mellan år 2004 och 2005. Han spelade totalt tre landskamper.